# Vicente Arce
Vicente Arce Mesías (Arequipa, 22 de enero de 1910 - 20 de enero de 1979) fue un futbolista peruano que desempeñaba de mediocampista. Es hermano de Gerardo Arce.

## Trayectoria
Nació en el sur de Arequipa en 1910. Se inició en el club de la ciudad Foot Ball Club Aurora haciendo su debut en la Liga Distrital de Fútbol de Arequipa hasta 1932. En 1933 llega a Universitario de Deportes en la temporada de 1934 su juego adquirió solidez. Arce formó con Denegri y Jordán una línea media de respeto. Universitario logró el título de 1934 haciendo el gol del empate momentáneo frente el partido extra ante Alianza Lima, el cual fue considerado por la prensa como el mejor jugador de dicha final. En el año 1937 deja a Universitario, jugando 5 años con el club, siendo uno de los primeros arequipeños en jugar en la institución.
En 1938 llega al Sporting Tabaco en cuyo club siguió hasta 1942 cuando se retira del fútbol profesional.
Arce fallece en 1969 a la edad de 58 años.

## Selección nacional
Ha sido internacional con la Selección de fútbol de Perú en 3 ediciones y 7 partidos de la Copa América. Arce brilló al lado de Valdivieso, Saldarriaga, Astengo, Arturo Fernández y los chilenos Subiabre y Scheneberger.

### Participaciones en Copa América
| Copa América                 | Sede      | Resultado     |
| ---------------------------- | --------- | ------------- |
| Campeonato Sudamericano 1935 | Perú      | Tercer puesto |
| Campeonato Sudamericano 1937 | Argentina | Sexto puesto  |
| Campeonato Sudamericano 1941 | Chile     | Cuarto puesto |

## Clubes
| Club                  | País | Año         |
| --------------------- | ---- | ----------- |
| Foot Ball Club Aurora | Perú | 1931 - 1932 |
| Universitario         | Perú | 1933 - 1937 |
| Sporting Tabaco       | Perú | 1938 - 1942 |

## Palmarés
| Título                    | Club                      | País | Año  |
| ------------------------- | ------------------------- | ---- | ---- |
| Primera División del Perú | Universitario de Deportes | Perú | 1934 |